# Himantolophus sagamius
Himantolophus sagamius es una especie de pez del género Himantolophus.

## Descripción
Esta especie cuenta con 5 radios blandos dorsales y 4 radios blandos anales. Las hembras presentan apéndices posterolaterales de 2-4 pares, estos se disponen por debajo de la base del bulbo escal. En cuanto al tamaño, mide aproximadamente 20 cm de longitud (7,87 pulgadas), el cuerpo es relativamente corto y con forma de globo. Algunos ejemplares son de color oscuro, con dientes afilados y señuelo bioluminiscente justo en la parte superior de la cabeza que sirve como señuelo para atraer a sus posibles presas.

## Distribución
Se distribuye por la parte del Pacífico, en la fosa de las Kuriles, en Hokkaidō y Honshu (bahía de Sagami). También ha sido reportado en los Estados Unidos, específicamente en los estados de California y Oregón, en el Perú y Chile. Especie marina batipelágica cuyo rango de profundidad es 613-1200 m.